# Chaetosphaeria myriocarpa
Chaetosphaeria myriocarpa är en svampart som först beskrevs av Elias Fries, och fick sitt nu gällande namn 1957 av Colin Booth. Arten ingår i släktet Chaetosphaeria och familjen Chaetosphaeriaceae.  Arten är reproducerande i Sverige. Inga underarter finns listade i Catalogue of Life.